# Foston (North Yorkshire)
Foston is een civil parish in het bestuurlijke gebied Ryedale, in het Engelse graafschap North Yorkshire.